# Gymnothorax griseus
Espèce
Synonymes
Siderea grisea
Gymnothorax griseus est une espèce de poissons anguilliformes de la famille des murènes.

## Caractéristiques
Longue d'une quarantaine de centimètres, cette murène de couleur claire s'identifie facilement au tatouage de lignes de points qui macule son visage. Son corps est légèrement comprimé, gris pâle avec des marques jaunâtres. 

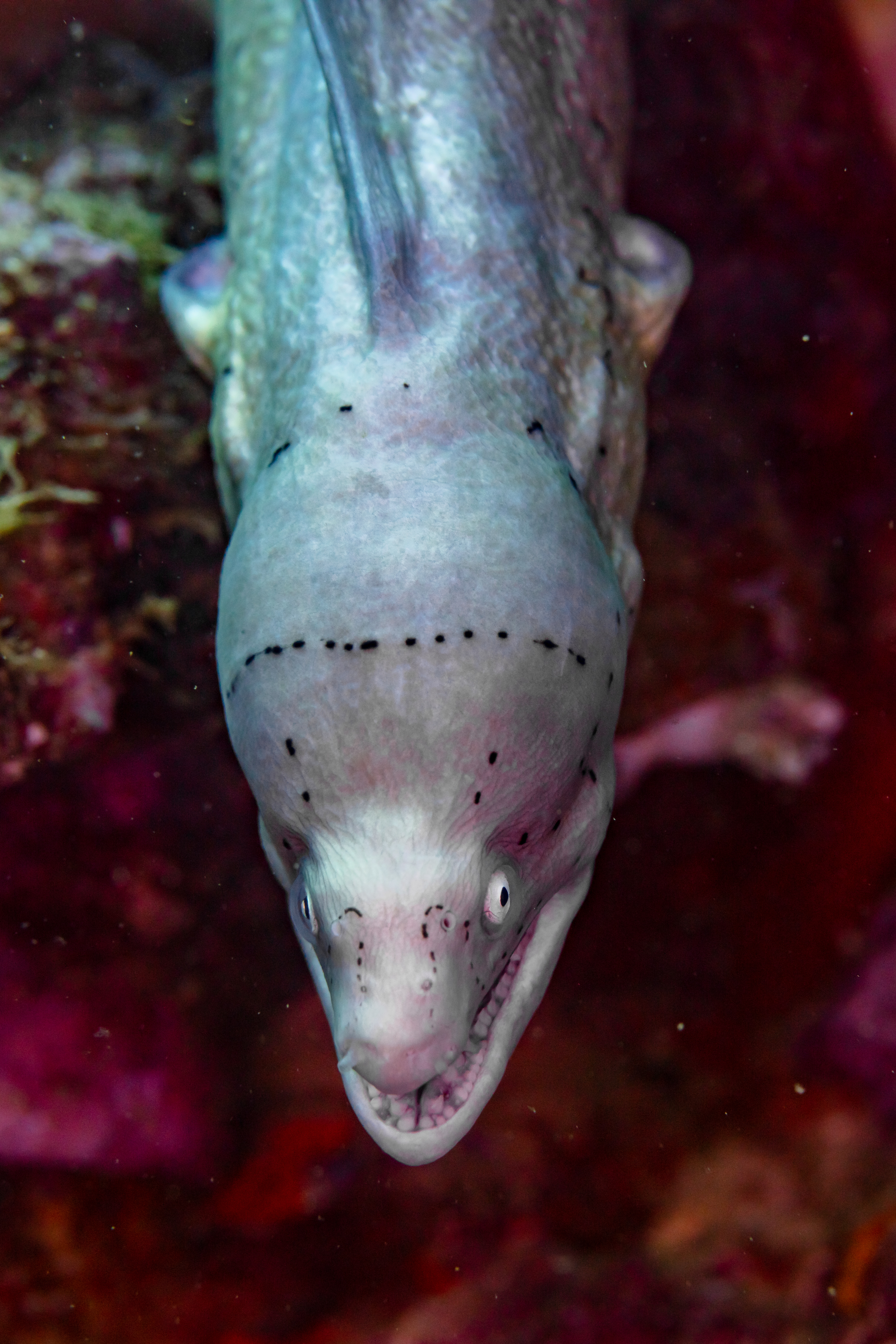
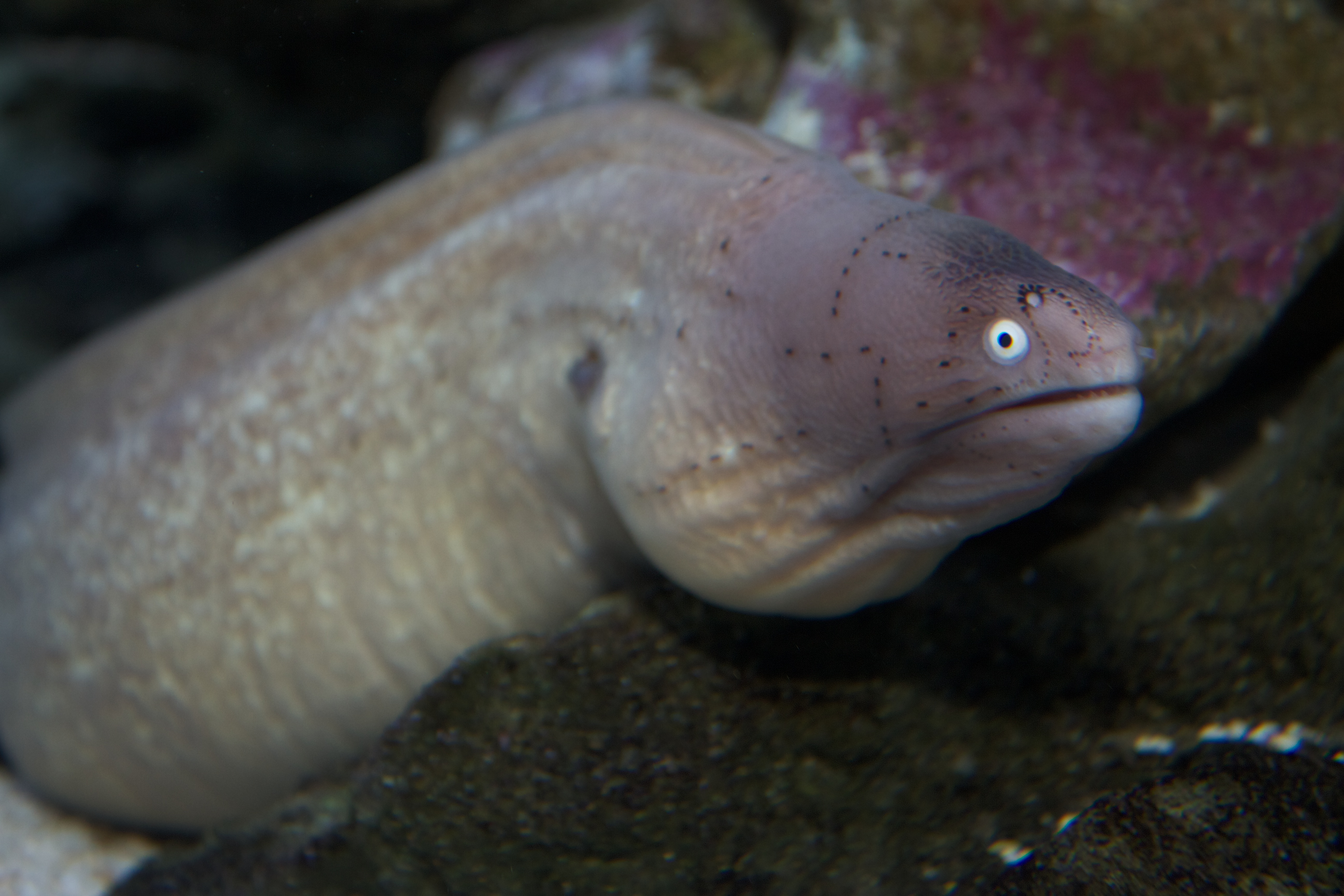
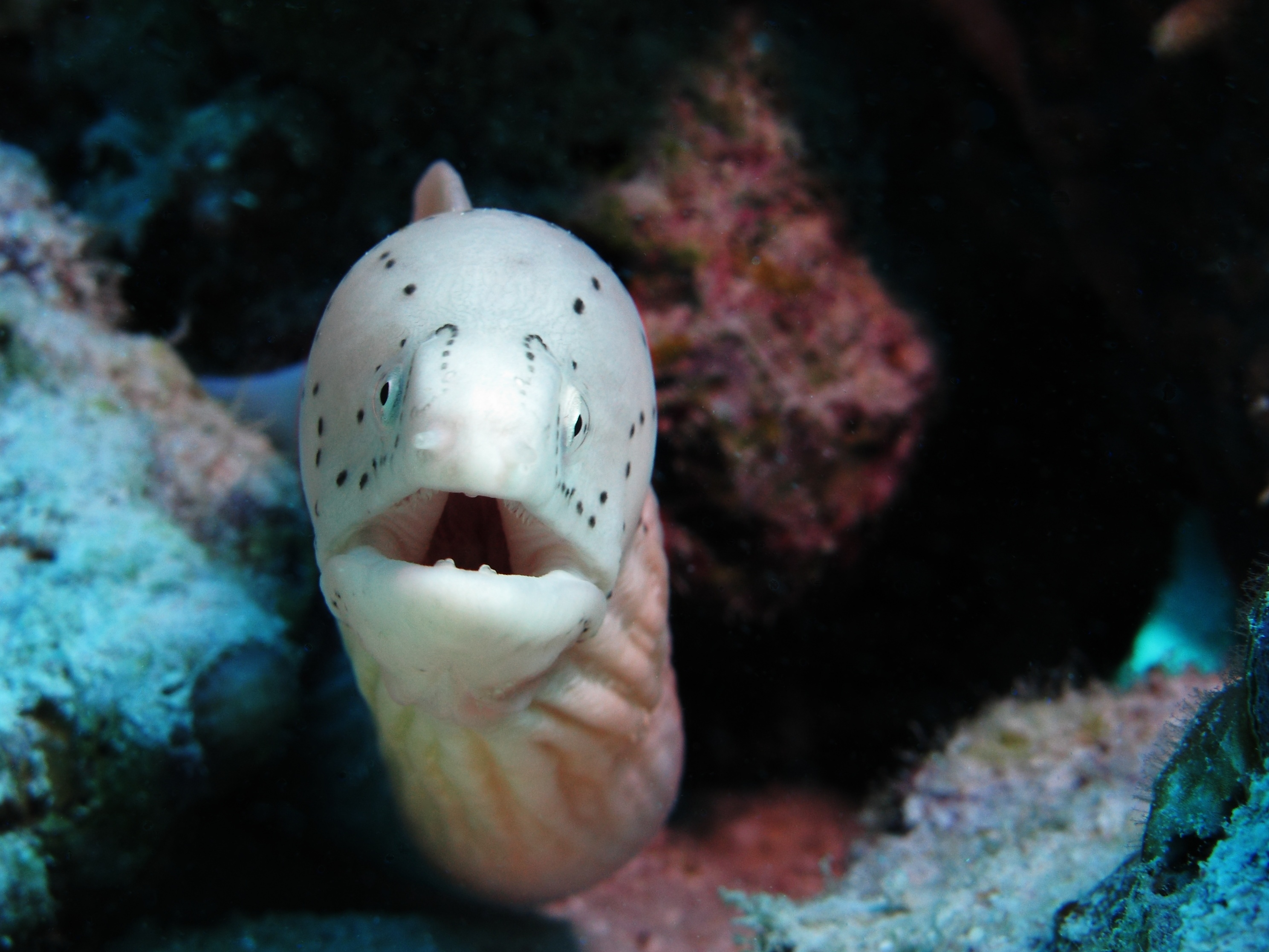
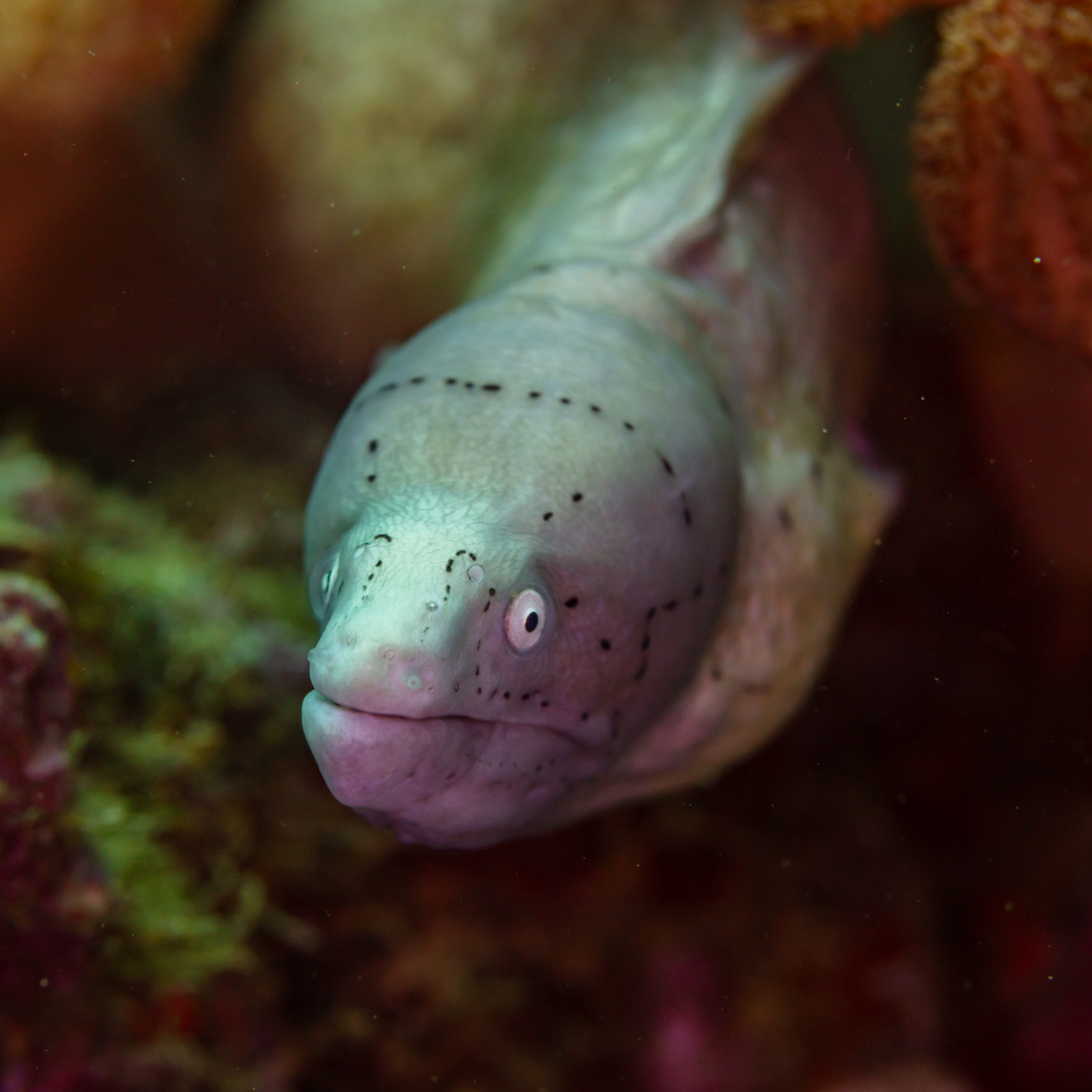
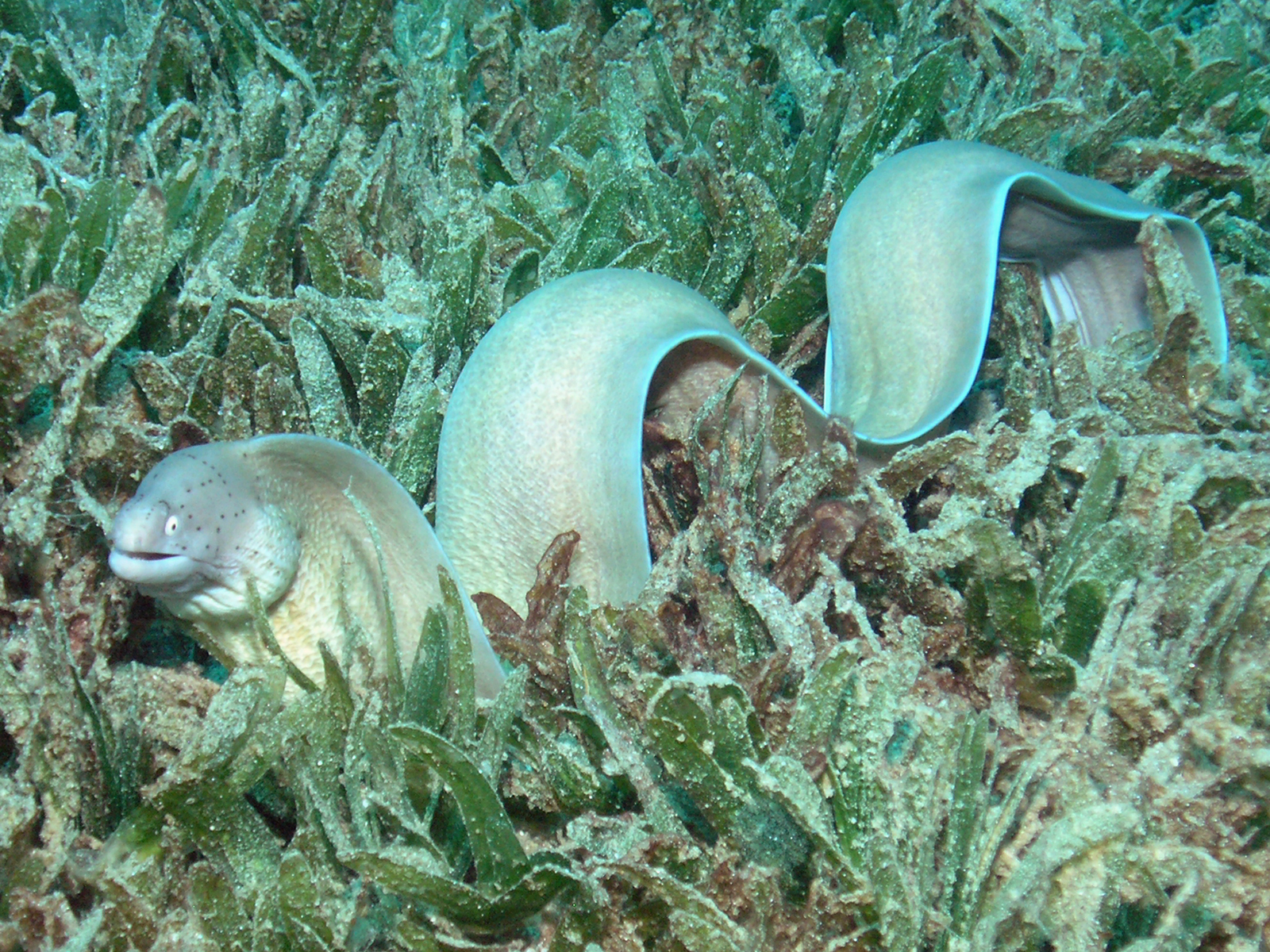
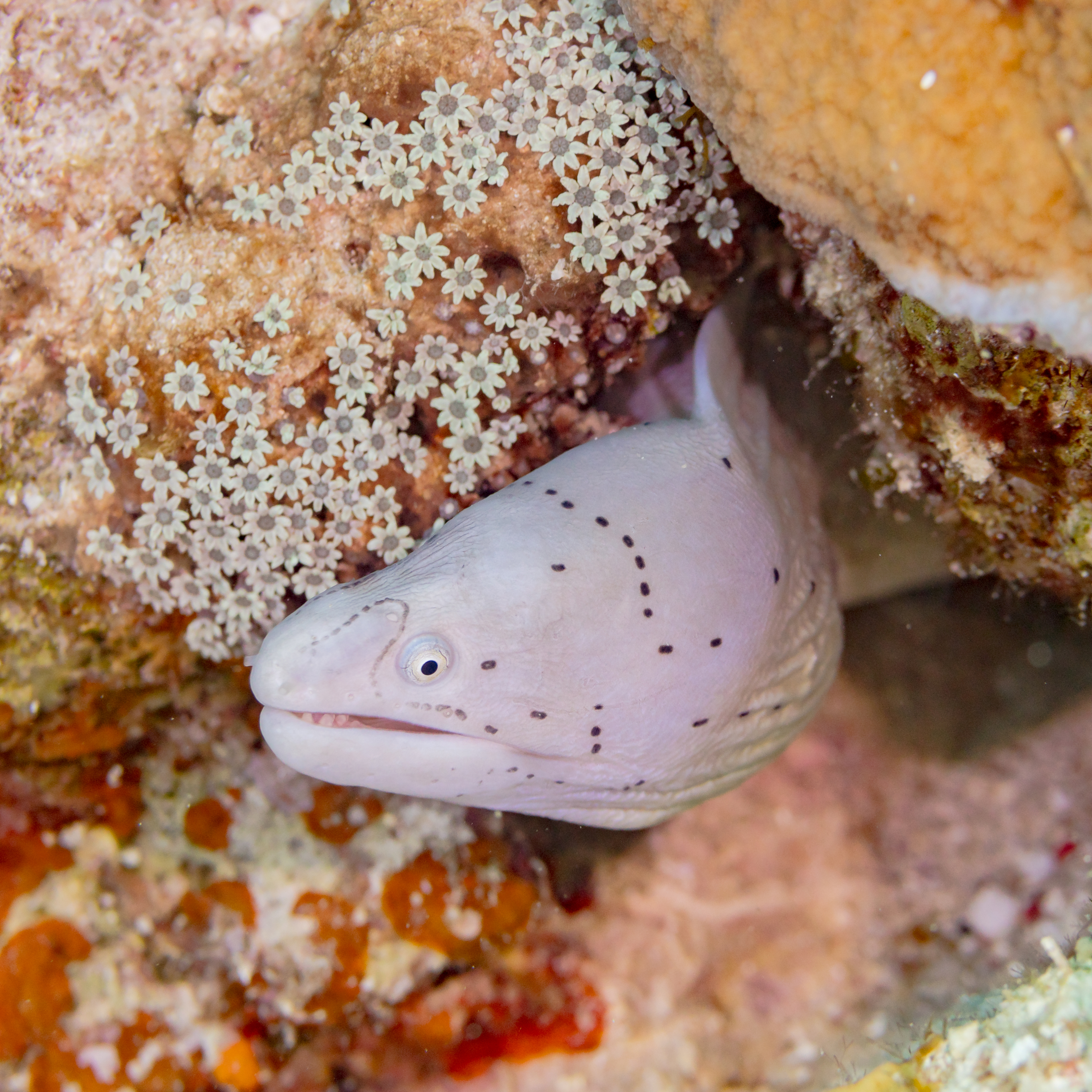

## Répartition et habitat
Cette espèce est très commune dans la mer Rouge et l'Indo-Pacifique. 
Cette espèce littorale peuple les lagons et les pentes récifales jusqu'à 40 m de profondeur. Les juvéniles peuvent se rassembler en petits groupes dans certaines cavités de récifs abrités.

## Comportement
Carnivore, elle sort la nuit pour se délecter de poissons, de poulpes et parfois de crabes. Pour peu qu'on la laisse en paix, elle n'attaque pas l'homme. Mais elle peut facilement mordre si l'on l'agresse ou simplement la surprend dans sa cachette.